# Club Sport Uruguay de Coronado
Maillots
Le Club Sport Uruguay de Coronado est un club de football costaricien fondé en 1936.
Le club est sacré champion du Costa Rica lors de la saison 1962-1963. Le Club Sport Uruguay de Coronado est aussi vice-champion du Costa Rica à l'issue de la saison 1961.

## Palmarès
- Championnat du Costa Rica
  - Champion : 1963
  - Vice-champion : 1961